# Nicole Kassell
Pour les articles homonymes, voir Kassell.
Nicole Kassell, née en 1972 à Philadelphie, est une réalisatrice américaine.

## Filmographie

### Cinéma
- 2002 : The Green Hour (court-métrage)
- 2004 : The Woodsman
- 2011 : A Little Bit of Heaven

### Télévision
- 2006 : 3 lbs : épisode Disarming (1.04)
- 2006 : Cold Case : Affaires classées (Cold case) : épisode One Night (3.16)
- 2008 : Cold Case : Affaires classées (Cold case) : épisode Sabotage (5.12)
- 2009 : The Closer : L.A. enquêtes prioritaires (The Closer) : épisode Elysian Fields (5.08)
- 2010 : The Closer : L.A. enquêtes prioritaires (The Closer) : épisode High Crimes (6.12)
- 2011 : The Killing : épisode Missing (1.11)
- 2019 : Watchmen : épisode C'est l'été et nous sommes à court de glace (1.01), épisode Prouesses martiales de l'équitation comanche (1.02), épisode Un Dieu rentre dans Abar (1.08)